# 로널드 존슨
로널드 더글러스 존슨(영어: Ronald Douglas Johnson)은 2019년부터 2021년까지 주엘살바도르 미국 대사로 재직한 미국의 정치인이다. 도널드 트럼프 2기 행정부의 초대 주멕시코 대사에 지명되었다.

## 경력
주엘살바도르 대사 재임 전에는 플로리다주 탬파 소재의 미국 특수작전사령부의 중앙정보국(CIA) 과학기술연락원을 맡는 등 20년 넘게 CIA에서 일하였다.
존슨은 University of the State of New York, USNY(뉴욕 주립 대학교(NSY)와 다름)에서 이학 학사 학위를, 국립정보대학에서 이학 석사 학위를 취득하였다.